# 9619 Terrygilliam
9619 Terrygilliam là một tiểu hành tinh vành đai chính ở vành đai tiểu hành tinh giữa Sao Hỏa và Sao Mộc.